# تیفنباخ (فالتس علیا)
تیفنباخ (به آلمانی: Tiefenbach) یک شهر در آلمان است که در Cham واقع شده‌است.